# Salgaocar Sports Club
Il Salgaocar Sports Club una squadra di calcio indiana di Vasco da Gama. I suoi colori sociali sono il bianco e il verde. Nella sua storia ha conquistato due titoli nazionali.

## Storia
Il 1º luglio 2023 ha annunciato di aver interrotto le operazioni della squadra senior del club.

## Palmarès

### Competizioni nazionali
- I-League: 2

1998-1999, 2010-2011
- I-League 2nd Division: 1

2009
- Federation Cup: 4

1988, 1989, 1997, 2011
- Indian Super Cup: 2

1998, 1999
- Durand Cup: 2

1999, 2003

### Altri piazzamenti
- I-League:

Secondo posto: 2002-2003
Terzo posto: 1997-1998, 1999-2000, 2013-2014
- Coppa della Federazione indiana:

Finalista: 1987, 1990, 1994
Semifinalista: 1985, 2012, 2014-2015

## Organico

### Rosa 2016
| N. |                    | Ruolo | Calciatore         |
| -- | ------------------ | ----- | ------------------ |
| 1  | India (bandiera)   | P     | Karanjit Singh     |
| 2  | India (bandiera)   | D     | Reagan Singh       |
| 3  | India (bandiera)   | D     | Augustin Fernandes |
| 4  | Brasile (bandiera) | D     | Éder               |
| 5  | India (bandiera)   | D     | Gurjinder Kumar    |
| 6  | India (bandiera)   | D     | Jayganesh Goltekar |
| 7  | Scozia (bandiera)  | A     | Darryl Duffy       |
| 8  | India (bandiera)   | A     | Dawson Fernandes   |
| 9  | Camerun (bandiera) | A     | Calvin Mbarga      |
| 10 | Scozia (bandiera)  | C     | Martin Scott       |
| 11 | India (bandiera)   | A     | Satiyasen Singh    |
| 12 | India (bandiera)   | A     | Umesh Harijan      |
| 14 | India (bandiera)   | A     | Manandeep Singh    |
| 15 | India (bandiera)   | C     | Alesh Sawant       |
| 16 | India (bandiera)   | A     | Jackichand Singh   |
| 17 | India (bandiera)   | D     | Lenny Pereira      |
| 18 | India (bandiera)   | C     | Thangjam Singh     |
| 19 | India (bandiera)   | D     | Nicolau Colaco     |
| 20 | India (bandiera)   | C     | Jason Barbosa      |
| 21 | India (bandiera)   | C     | Gabriel Fernandes  |

| N. |                  | Ruolo | Calciatore          |
| -- | ---------------- | ----- | ------------------- |
| 22 | India (bandiera) | D     | Pawan Kumar         |
| 23 | India (bandiera) | D     | Keenan Almeida      |
| 24 | India (bandiera) | C     | Dominic Soares      |
| 25 | India (bandiera) | C     | Rocus Lamare        |
| 27 | India (bandiera) | P     | Abhijit Das         |
| 28 | India (bandiera) | A     | Aslon Oliveira      |
| 29 | India (bandiera) | C     | Clifton Dias        |
| 30 | India (bandiera) | A     | Thongkhosiem Haokip |
| 32 | India (bandiera) | P     | Albino Gomes        |
| 33 | India (bandiera) | A     | James Fernandes     |
| 34 | India (bandiera) | C     | Brian Mascarenhas   |
| 36 | India (bandiera) | D     | Rosario Mendes      |
| 37 | India (bandiera) | C     | Gilbert Oliveira    |
| 45 | India (bandiera) | D     | Sudhakaran Kumar    |
|    | India (bandiera) | P     | Bruno Colaco        |
|    | India (bandiera) | D     | Raju Haldankar      |
|    | India (bandiera) | D     | Perryson Rebello    |
|    | India (bandiera) | C     | Charles Miranda     |
|    | India (bandiera) | A     | Chatur Naik         |

### Staff tecnico
| Position          | Name             |
| ----------------- | ---------------- |
| Manager           | Karim Bencherifa |
| Assistant manager | Peter Vales      |